# Обсерваторія сонячної радіоастрономії Тремсдорф
Обсерваторія сонячної радіоастрономії Тремсдорф (нім. Observatorium für Solare Radioastronomie Tremsdorf, OSRA) — колишня радіоастрономічна обсерваторія, яка спеціалізувалась на спостереженні радіовипромінювання від сонячної корони. Єдина спеціалізована сонячна радіообсерваторія в Німеччині. Обсерваторію побудували в 1954 році й повністю демонтували в 2014 році. Вона знаходилась поблизу Тремсдорфа в районі Потсдам-Міттельмарк і підпорядковувалась дослідницькому відділу радіофізики Сонця Потсдамського інституту астрофізики Лейбніца.

## Історія

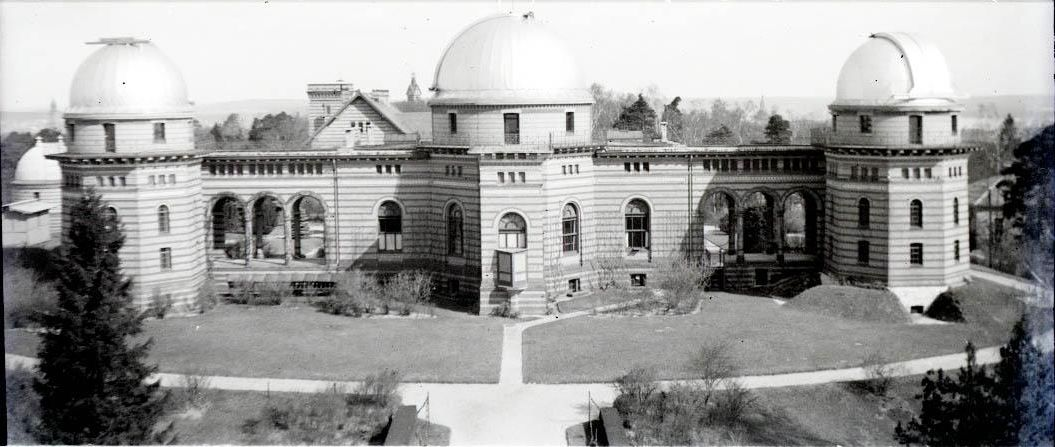
Потсдамський інститут астрофізики на Телеграфенберзі (1930)

Потсдамська астрофізична обсерваторія була заснована 1 липня 1874 року, потім вона називалась Потсдамським астрофізичним інститутом, а з 2011 року називається Потсдамським астрофізичним інститутом Лейбніца.
Вже між 1893 і 1896 роками в Потсдамській астрофізичній обсерваторії робили спроби виявити радіовипромінювання сонця. Тоді обсерваторія ще знаходилась на Телеграфенберзі, на місці сучасного Наукового парку Альберта Ейнштейна. У той час ще не існувало чутливих радіоприймачів, і для реєстрації радіохвиль пробували використовувати когерер. Експерименти були добре задокументовані, але зазнали невдачі. Після цього на довгий час Потсдамська астрофізична обсерваторія тривалий час не поверталась до цієї задачі.
Лише після Другої світової війни Герберт Даене знову почав у Потсдамській астрофізичній обсерваторії радіоспостереження Сонця. Спочатку для цього використовували обсерваторію Бабельсберг. 30 червня 1954 року біля Тремсдорфа заснували Обсерваторію сонячної радіоастрономії, дослідження в якій тривають досі. Для будівництва обсерваторії обрали такий віддалений район, щоб уникнути радіозавад від великих населених пунктів.
Колись Обсерваторія сонячної радіоастрономії мала близько 30 співробітників і власну транспортну службу, з часом число співробітників зменшилось до 10 науковців і кількох аспірантів.
Результати вимірювань спочатку реєстрували на рулонах паперу, потім збір даних виконували за допомогою комп'ютера, але давні паперові записи зберегли для можливості порівняння старих результатів з новими.

### Виведення з експлуатації
Потсдамський інститут астрофізики Лейбніца покинув і демонтував обсерваторію в Тремсдорфі в 2014 році. Параболічні антени демонтували, а будівлі знесли. Земельна ділянка залишилась у власності інституту й може бути використана для встановлення інших наукових об'єктів.

## Обладнання

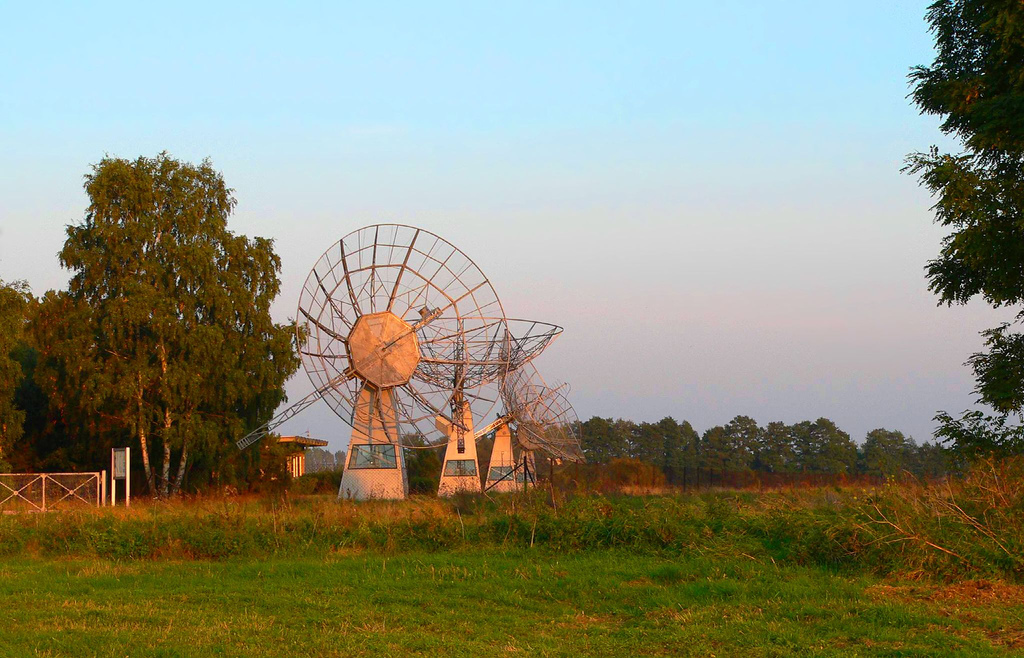
Параболічні антени обсерваторії

З моменту створення обсерваторії її антени кілька разів модернізували. За часів НДР науковці мусили це робити власними силами. Проте вже тоді результати були хороші.
За допомогою системи з чотирьох антен працювали чотири спектрографи у діапазонах частот 40 МГц — 100 МГц, 100 МГц — 170 МГц, 200 МГц — 400 МГц і 400 МГц — 800 МГц. Використовували пару схрещених логарифмічних антен Ягі, 10,5-метрову параболічну антену, дві 7,5-метрові параболічні антени, два багатоканальні спектрометри.

## Дослідження
Утворення електронів високої енергії було предметом досліджень робочої групи сонячної радіофізики. Обсерваторія брала участь у всіх основних космічних місіях, пов'язаних із сонцем, зокрема в RHESSI та STEREO. Потсдамський інститут астрофізики Лейбніца є членом Німецького консорціуму довгохвильових технологій (англ. German LOng Wavelength consortium, GLOW), заснованого для співпраці з LOFAR.